# El cantar de mi ciudad
 El cantar de mi ciudad  es una película de Argentina filmada en blanco y negro dirigida por José Agustín Ferreyra según su propio argumento, sonorizada solo parcialmente por el sistema Vitaphone, que se estrenó el 3 de octubre de 1930 que tuvo como actores principales a María Turgenova, Antonio Ber Ciani y Felipe Farah.
Película sonorizada solo parcialmente por el sistema Vitaphone, que consistía en discos fonográficos que se ejecutaban en forma paralela a la proyección del filme, limitada a algunos efectos musicales de fondo y dos canciones:La muchacha del tango a cargo de Turgenova y La canción del amor ejecutada por el dúo Turgenova–Farah. La película fue publicitada como “la primera producción argentina sonora cantada y hablada.”

## Sinopsis
El romance entre una cancionista y un compositor de tangos.

## Reparto
- María Turgenova …La muchacha del tango
- Esther Calvo …La Loba
- Lina Montiel …Marimoña
- Arturo Forte …Maldonado
- Felipe Farah …George
- Antonio Ber Ciani …Hermenegildo
- Álvaro Escobar …Garufa
- Mario Zappa …Jilguero

## Comentarios
La Razón opinó:

”Pudo ser admirable poema de nuestro romanticismo urbano; en la forma actual es una película apenas discreta…La música, de Iribarre, bien sincronizada, pero de sonido poco resonante.”

Jorge Miguel Couselo escribió:

”La película era el vehículo de un paisaje descriptivo que iba del suburbio a la boemia de músicos, poetas y cantores, personajes sentimentalmente identificados con la ciudad que la cámara mostraba en los contrastes de la vida de los barrios y un desfile militar en la Avenida de Mayo, de una modesta pensión de soñadores y las rutilantes candilejas del bataclán, de la pobreza de los sometidos y el lujo pasatista del cabaret….En general, la consecuencia fue lo necesariamente satisfactoria para justificar la insistencia, desechar un hipotético retorno a la película muda y presumir que para el cine argentino otra época comenzaba o estaba por comenzar.”